# Parambassis gulliveri
Parambassis gulliveri är en fiskart som först beskrevs av Castelnau, 1878.  Parambassis gulliveri ingår i släktet Parambassis och familjen Ambassidae. Inga underarter finns listade i Catalogue of Life.